# تشاد غولد
تشاد غولد (بالإنجليزية: Chad Gould)‏ (30 سبتمبر 1982 بمدينة سيبو في الفلبين - ) هو لاعب كرة قدم بريطاني في مركز الهجوم. شارك مع منتخب الفلبين تحت 23 سنة لكرة القدم ومنتخب الفلبين لكرة القدم. أما مع النوادي، فقد لعب مع منتخب إنجلترا لكرة القدم الشاطئية وإيه أف سي ويمبلدون.

## روابط خارجية
- تشاد غولد على موقع قاعدة بيانات كرة القدم.إي يو (الإنجليزية)
- تشاد غولد على موقع ناشيونال فوتبول تيمز (الإنجليزية)